# Bernard Rahis
Bernard Rahis (Blida, 12 febbraio 1933 – 16 marzo 2008) è stato un calciatore francese, di ruolo attaccante.

## Caratteristiche tecniche
Giocava nel ruolo di ala sinistra.